# One-Eyed Monster
One-Eyed Monster är en amerikansk skräckfilm från 2008 regisserad av Adam Fields.

## Handling
Ron dödas av en sexgalen utomjording under en filminspelning, resten av filmteamet tänker ut en plan för att oskadliggöra den.

## Om filmen
Filmen är inspelad i Mammoth Lakes och i studio i Castaic. Den hade världspremiär vid American Film Market den 11 november 2008.

## Rollista
- Amber Benson – Laura
- Jason Graham – Jonah
- Charles Napier – Mohtz
- Jeff Denton – Jim
- Caleb Mayo – T.J.
- Bart Fletcher – Lance
- Jenny Guy – Wanda
- Veronica Hart – Veronica
- John Edward Lee – Rock
- Carmen Hart – Angel
- Frank Noel – busschaufför
- Ron Jeremy – sig själv
- Bobby Knight – sångare på radion (röst)

### Webbkällor
- One-Eyed Monster på Internet Movie Database (engelska)